# Йоффе Адольф Абрамович
Йоффе Адольф Абрамович (10 (22) жовтня 1883, Сімферополь, Таврійська губернія, Російська імперія — 17 листопада 1927, Москва) — російський революційний діяч, радянський партійний діяч і дипломат єврейського походження. Кандидат у члени ЦК РСДРП(б) у серпні 1917 — березні 1919 року. Член Вузького складу ЦК РСДРП(б) з серпня по жовтень 1917 року, секретар ЦК РСДРП(б) з 6(19) серпня 1917 по 8 березня 1918 року. 

## Життєпис
Народився в родині єврейського купця. Навчався на медичному факультеті Берлінського (з 1903 по 1904 рік) та на юридичному факультеті Цюрихського університету (з 1910 по 1912 рік). Працював лікарем.

## Революційна діяльність
Від кінця 1890-х років брав активну участь у соціал-демократичному русі. У 1900 році став членом РСДРП (меншовиків).
Брав участь у революційних подіях 1905 року в Севастополі та Одесі. Декілька разів був заарештований.
У 1906—1907 роках — член Закордонного бюро ЦК РСДРП. У 1908—1912 роках разом із Левом Троцьким видавав газету «Правда» у місті Відні (Австро-Угорщина).
У 1912 році був заарештований в Одесі та відправлений на заслання до Тобольської губернії. Потім був засуджений до каторжних робіт в Єнісейській губернії. У березні 1917 року амністований, повернувся із заслання, належав до «міжрайонців» РСДРП.
На VI з'їзді РСДРП (б) в 1917 році Адольфа Йоффе було прийнято до партії більшовиків та включено до складу ЦК РСДРП(б).
У 1917 році — депутат Петроградської ради, гласний Петроградської міської думи, учасник Демократичної наради, член Передпарламенту.
Під час жовтневого перевороту був членом Петроградського Військово-революційного комітету.

## Політична та дипломатична діяльність в РРФСР та СРСР
Входив до складу радянської делегації під час Берестейських переговорів. З квітня по листопад 1918 року був повноважним представником РРФСР в Берліні. 5 листопада 1918 року висланий із Берліна за підготовку комуністичного повстання.
У 1919—1920 роках — член Ради оборони Української СРР. У травні — серпні 1919 року —  народний комісар державного контролю Української СРР.
У 1920 році очолював радянську делегацію на переговорах з Литвою, Латвією та Естонією. У 1921 році був членом радянської делегації на перемовинах із Польщею.
З серпня 1921 року був представником ВЦВК і РНК РРФСР у Туркестані, Бухарі та Хорезмі, заступником голови Туркестанської комісії ВЦВК і РНК РРФСР, заступником голови Туркестанського бюро ЦК РКП(б).
У 1922 році був членом радянської делегації на Генуезькій конференції.
6 липня 1922 — 3 червня 1923 року — дипломатичний представник Російської РФСР у Китаї, голова делегації на переговорах із Японією. Через важку хворобу виїхав до Москви.
У 1924 році — заступник повіреного у справах СРСР у Великій Британії.
12 грудня 1924 — 19 червня 1925 року — повноважний представник СРСР в Австрії.
У 1925 — листопаді 1926 року — член президії Державної планової комісії при Економічній Нараді РРФСР.
У червні 1925 — 17 листопада 1927 року — заступник голови Головного концесійного комітету СРСР.
З 1925 року належав до троцькістської опозиції, був одним із її керівників. 17 листопада 1927 року покінчив життя самогубством у Москві.